# Industritekniska programmet
Industritekniska programmet (IN) är ett gymnasieprogram för den som vill arbeta i industrin. Programmet förbereder eleverna för arbete direkt efter examen, men det finns även möjlighet att studera vidare på yrkeshögskola eller högskola för ytterligare kvalifikationer. Utbildningen sker i samverkan med olika företag och eleverna lär sig på så vis hur produktionen går till i praktiken, vilka krav det ställer och hur branschens yrkeskultur fungerar.

## Inriktningar
- Driftsäkerhet och underhåll ger kunskaper om det strategiska och systematiska underhållets betydelse för utrustningars funktionalitet och en säker drift. Inriktningen kan leda till arbete med att analysera och säkerställa driften vid komplexa industrianläggningar samt arbete med dagligt underhåll av utrustningar och anläggningar.
- Processteknik ger kunskaper om kemiska eller mekaniska industriprocesser, kvalitetskontroll samt styr- och reglerteknik. Inriktningen kan leda till arbete med att planera och sköta driften vid kemiska eller mekaniska anläggningar där arbetet också kan innefatta flödeskontroller, tillståndsbedömningar och kvalitetsbedömningar.
- Produkt och maskinteknik ger kunskaper om hantering av verktyg och industriella utrustningar samt om hantering och bearbetning av ett visst material. Inriktningen kan leda till arbete som maskinoperatör, i vilket också bedömningar av produktens utformning och kvalitet är väsentliga. Inriktningen kan också leda till mer produktnära arbete som innefattar såväl design, konstruktion som produktion.
- Svetsteknik ger kunskaper om och handlag med olika svetstekniker, plåtbearbetning och tillhörande arbetsmoment. Inriktningen kan leda till arbete som svetsare i många olika yrken där svetsning är efterfrågad. Det kan även leda till arbete som godkänd, internationell svetsare.

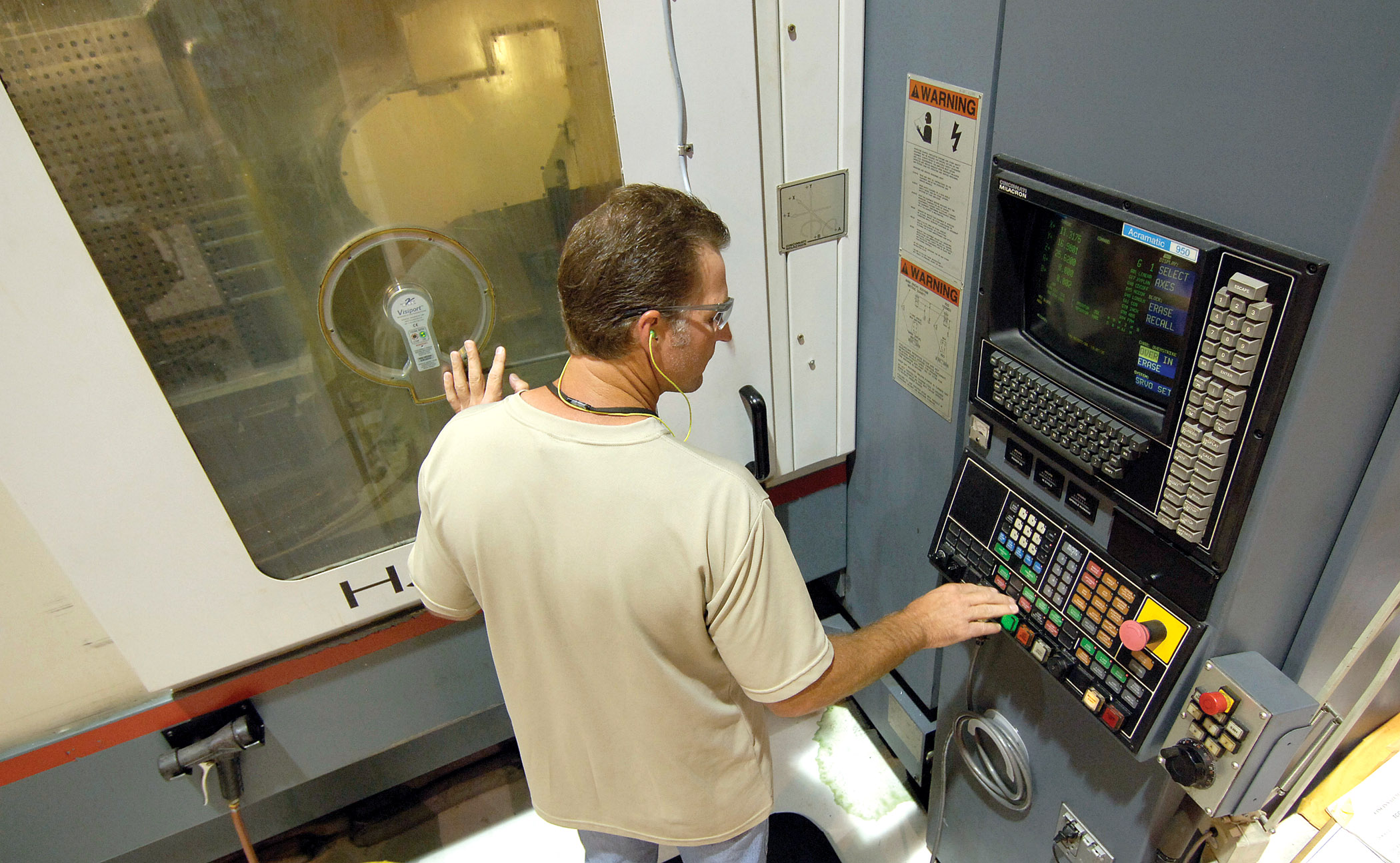
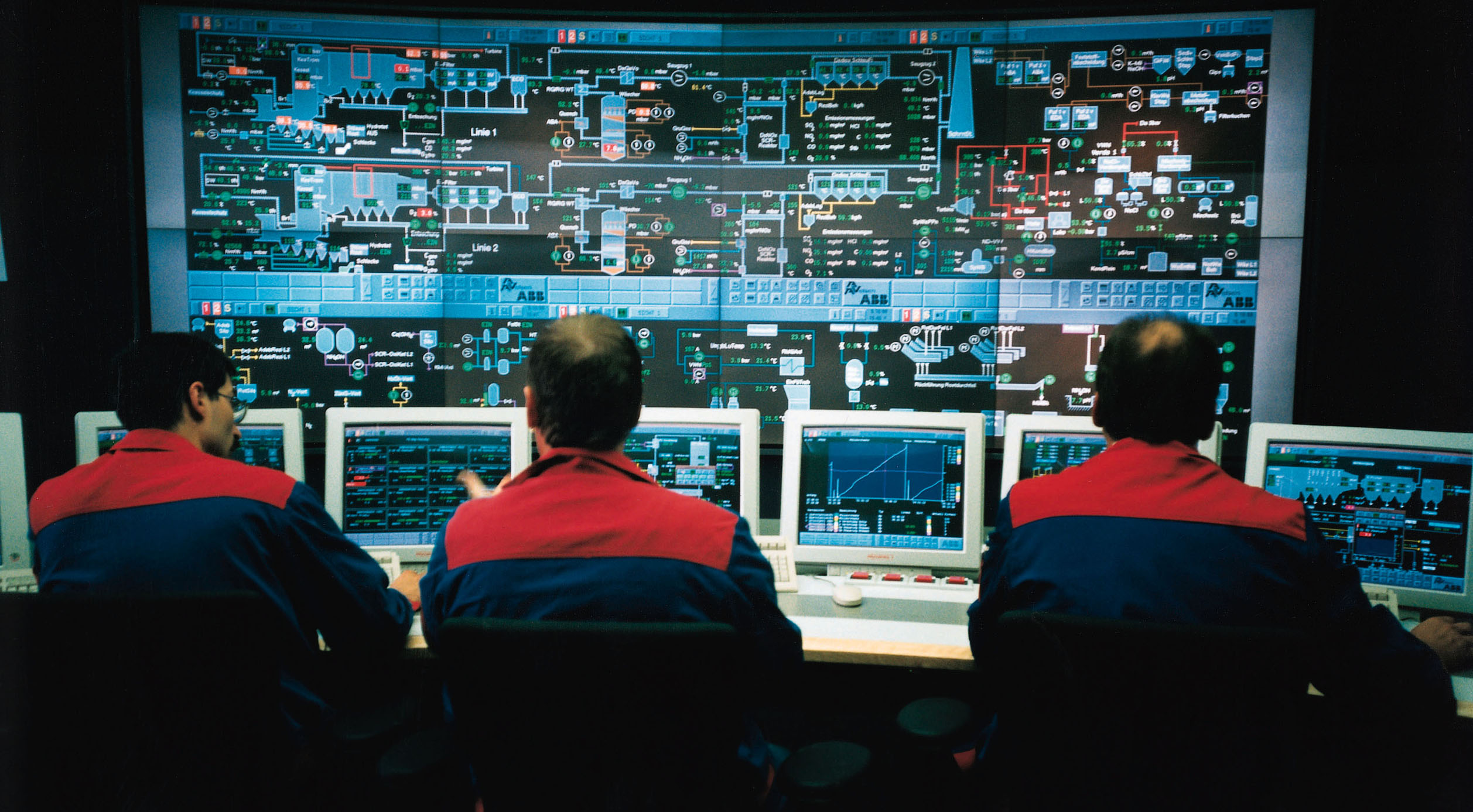
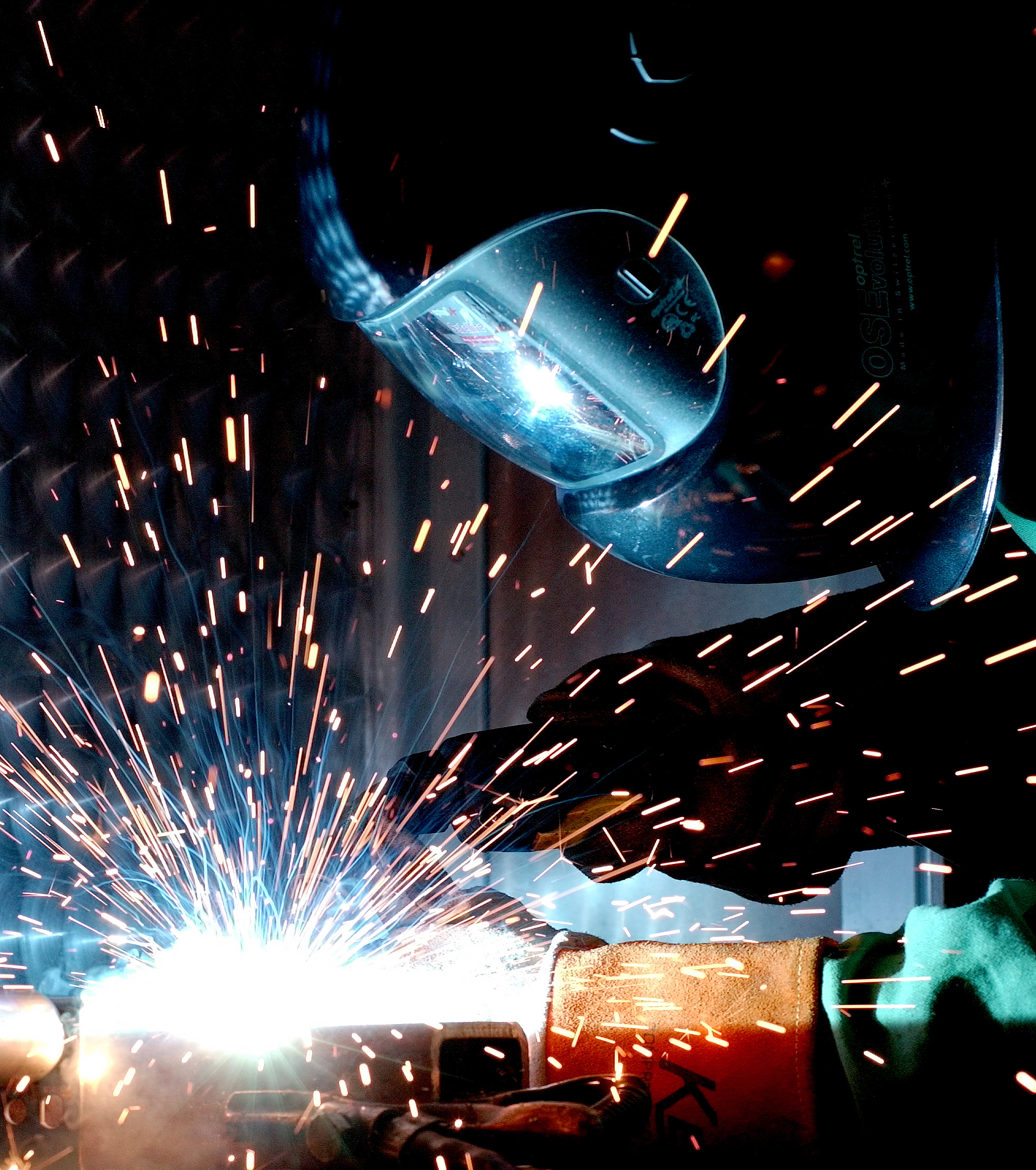

## Yrkesutgångar
- Automationsmekaniker
- CNC-operatör metall
- CNC-operatör trä
- Gjutare
- Industrilackerare
- Internationell svetsare
- Laboratorietekniker inom kemisk industri
- Maskinoperatör
- Maskinsnickare
- Processoperatör
- Produktionstekniker
- Servicemekaniker
- Svetsare
- Sågverksoperatör
- Tryckare
- Underhållsmekaniker
- Verktygsmakare